# 小行星3788
小行星3788（3788 Steyaert）是一颗围绕太阳公转的小行星。1986年8月29日，亨利·德波鸿诺在拉西拉天文台发现了此天体。
这颗小行星的绝对星等为106.8154581337416等。